# Aassmaa Akhannouch
Aassmaa Akhannouch est une artiste et photographe marocaine née à Meknès en 1973.
Elle est lauréate en 2021 du 26e prix HSBC pour la photographie.

## Biographie
Née en 1973 à Meknès, Aassmaa Akhannouch obtient un diplôme d’ingénieur en France et un MBA aux États-Unis, puis elle travaille dans le marketing pendant quinze ans.
En 2013, pour perfectionner ses connaissances en photographie numérique elle suit un cours à la Photo Academy Casablanca, et décide de se consacrer entièrement à la pratique photographique en 2016.
Elle réalise des cyanotypes, une technique de tirage photographique monochrome ancienne, auxquels elle applique des processus variés et personnalisés : virages dans des bains de thé et rehauts d'aquarelle.
Entre 2016 à 2018, elle est accompagnée dans sa recherche par l’artiste photographe FLORE à l’atelier photographique de L’Œil de l’Esprit à Paris.
En 2021, Aassmaa Akhannouch obtient le Prix HSBC pour la photographie pour sa série « La maison qui m’habite encore…»,.
Elle vit et travaille entre Casablanca et le Lot en Occitanie. Elle est représentée par la Galerie127 à Marrakech.

## Expositions
- 2014 : Carton d’artistes, Villa Mandarine, Rabat, Maroc.
- 2014 : D’art Louane, Rabat, Maroc.
- 2015 : Casa del Arte, Casablanca, Maroc.
- 2016 : Les Journées du patrimoine de Casablanca, Les Abattoirs, Casablanca, Maroc.
- 2016 : Regard sur Casablanca, La Coupole (Parc de la Ligue Arabe), Casablanca, Maroc.
- 2016 : Week-end Féminin, Dart Louane, Rabat, Maroc.
- 2015 : Carton d’artistes, Villa Mandarine, Rabat, Maroc.
- 2018 : OFF Essaouira Photographic Festival, Galerie Empreinte, Essaouira, Maroc
- 2019 : Les Marocaines, Maison de la Photographie de Lille, France
- 2021 : Aassmaa Akhannouch & Cyrus Cornut, Galerie Esther Woerdehoff, Paris
- 2021 : La maison qui m’habite encore…, ManifestO, Rencontres photographiques de Toulouse

## Prix et récompenses
- 2017 : Mention spéciale du jury, Maghreb photography Award pour sa série « Boulevard de l’Océan »[5].
- 2021 : 26e prix HSBC pour la photographie pour sa série « La maison qui m’habite encore…»[6].